# 482
Раннє Середньовіччя. У Східній Римській імперії правління Флавія Зенона. У Європі утворилися численні варварські держави, зокрема в Італії править Одоакр, Іберію південь Галлії займає Вестготське королівство, Північну Африку захопили вандали, утворивши Африканське королівство, у Тисо-Дунайській низовині утворилося Королівство гепідів. На півночі Галлії правлять римо-галли, у Белгіці — салічні франки, у західній Галлії встановилося Бургундське королівство. Остготи займають Мезію, Македонію і Фракію.
У Південному Китаї править династія Південна Ці, на півночі — Північна Вей. В Індії правління імперії Гуптів. В Японії триває період Ямато. У Персії править династія Сассанідів.
На території лісостепової України Черняхівська культура. Історики VI століття згадують плем'я антів, що мешкало на території сучасної України десь із IV сторіччя. У Північному Причорномор'ї центр володінь гунів, що підкорили собі інші кочові племена, зокрема сарматів, булгар та аланів.

## Події
- «Ювілейна дата» заснування Києва, офіційно прийнята задля урочистого святкування в 1982 році.
- Консули Северин Юніор і Флавій Аппалій Ілл Трокунд.
- Візантійський імператор Флавій Зенон видав едикт Енетікон проти монофізитів, що намагався згладити суперечності між західною та східними церквами, які виникли після Халкедонського собору 451 року.
- Похід остготського вождя Теодориха до Греції.
- Тоба Хун II вперше склав церемонію поклоніння пращурам.

## Народились
- Юстиніан I, візантійський імператор.

## Померли
- Ґао-ді, китайський імператор.
- Єпископ Северин Норікський.